# Savoyai Hercegség

A Savoya Hercegség államai 1700 körül

Savoya zászlaja

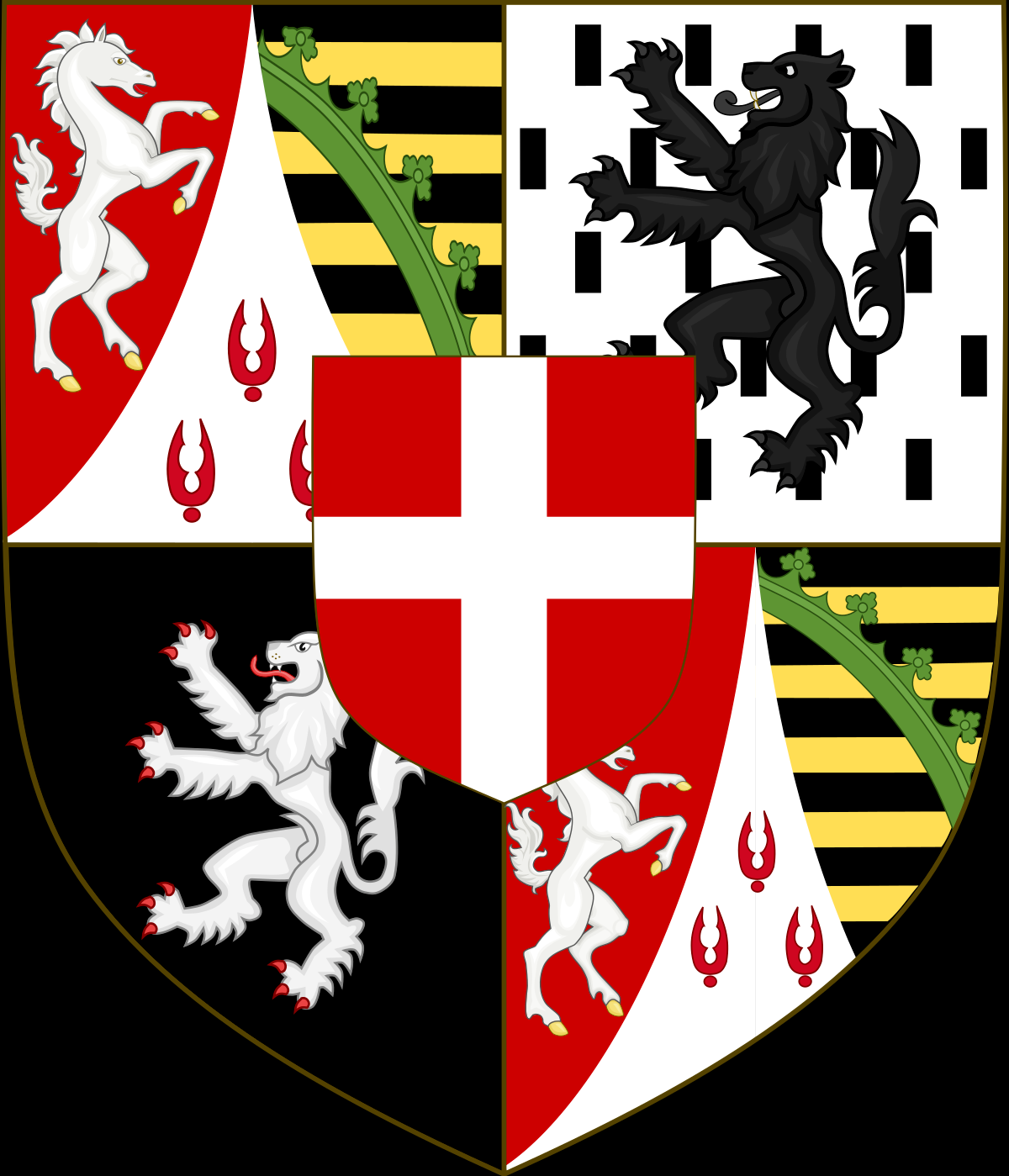
Savoya címere a 16. században

A Savoyai Hercegség történelmi állam volt 1416–1847 között Nyugat-Európában. Akkor jött létre, amikor Zsigmond német király (későbbi császár) a hűbéresét, VIII. Amadé grófot, a Savoyai Grófság és Piemont urát hercegi rangra emelte. A hercegség birodalmi hűbérbirtok volt, a Szent Római Birodalom kötelékébe tartozott, és szavazattal bírt a birodalmi gyűlésben. A 16. századtól Savoya a Felső-rajnai körzethez tartozott. A hercegséget egész története során mindvégig a Savoyai-ház uralta, akik terjeszkedő politikát folytattak. Savoya hercegének birtokai képezték a Savoyard államot. Az 1713-as utrechti békeszerződésben Savoya hercege megkapta a Szicíliai Királyságot, amelyet 1720-ban elvesztett, helyette VI. Károly császár a Szárd Királyság örökös uralkodójává nevezte ki. Az uralkodó család eredeti szállásterülete, a Savoyai Hercegség a Szárd Királyság – ismertebb nevén Szárd–Piemonti Királyság – egyik tartományává vált, majd 1860-ban Franciaországhoz került.

## Történelme

### 15. század
A hercegség 1416-ban jött létre, amikor Zsigmond német-római császár (1433–1437) hercegi rangra emelte VIII. Amadé savoyai grófot.
Mivel 1388-as megszületésekor a Savoyai Grófság nem rendelkezett tengerparttal, az akkori Savoya uradalom (États de Savoie) egy rövid partszakaszt kapott Nizza körül. Ettől a terjeszkedéstől eltekintve a 14. század általában a stagnálás időszaka volt. A szomszédos hatalmak, különösen Franciaország nyomása megakadályozta a fejlődést, ami a reneszánsz korszak többi részét jellemzi Savoyában.
VIII. Amadé uralkodása fordulópontot jelentett a gazdaságban és az állam politikájában, amely mélyen meghatározta a savoyai állam történelmét. Hosszú uralmát háborúk jellemezték, Savoya megszerezte az uralmat a Monferratói Hercegség és a Saluzzói Őrgrófság felett, ezekkel bővítve államterületét. Több reformot és rendelkezést hozott, emellett olyan lépéseket is tett, melyeket ellentmondásosnak értékelnek. Az első 1434-ben volt, amikor úgy döntött, hogy visszavonul a Ripaille Kastélyba, ahol remete életét élve megalapította a Szent Mauritius Rendet. 1439-ben antipápává nevezték ki, amit el is fogadott (V. Félix néven), bár egy évtizeddel később lemondott, mert félt, hogy aláásná a keresztények vallási egységét.

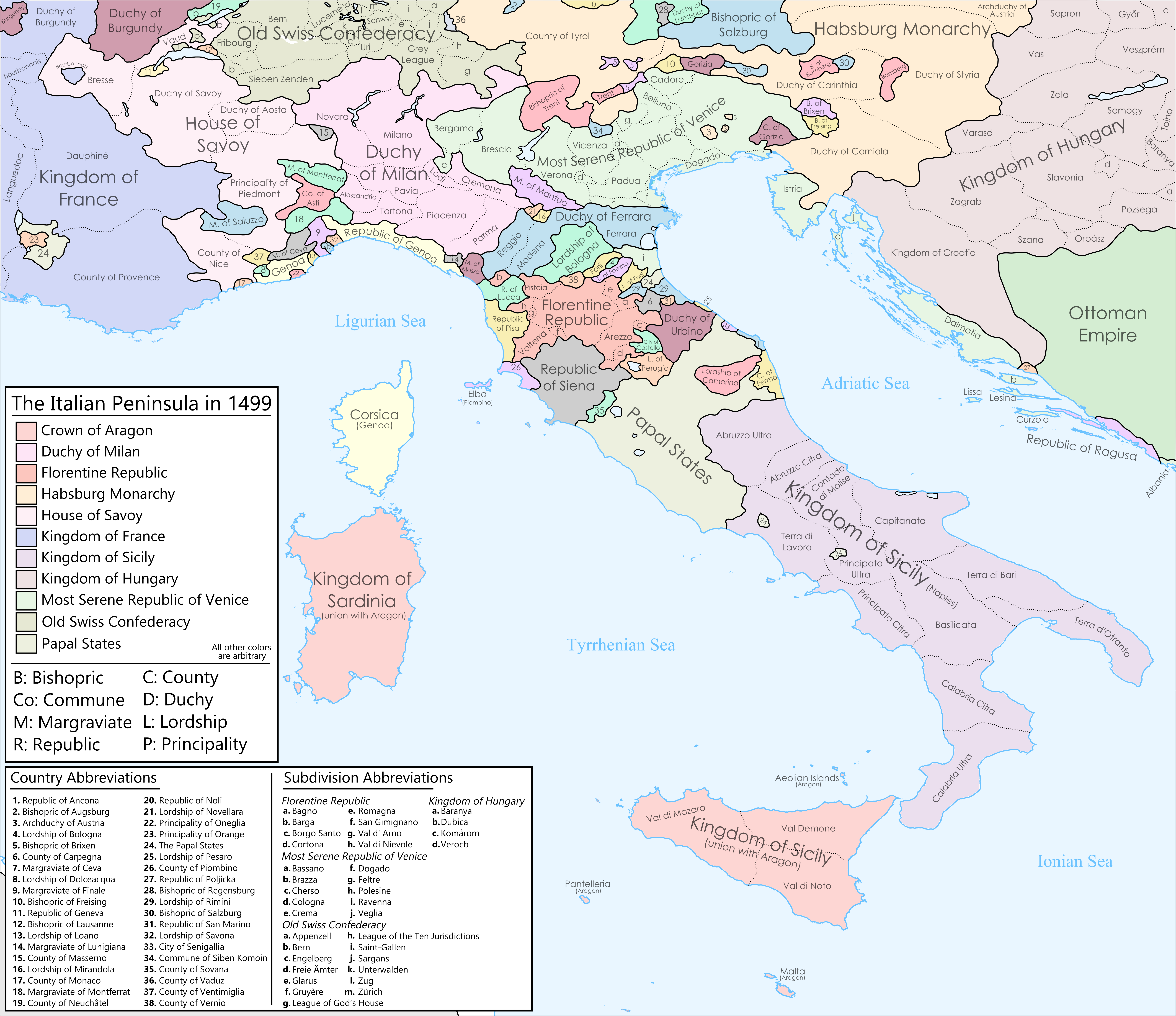
Az itáliai félsziget 1499-ben

VIII. Amadé herceg kormányának második fontos lépése volt a Piemonti Hercegség létrehozása 1424 augusztusában: Ennek irányítását a család elsőszülöttjére bízták, aki megkapta a Piemont hercege (principe di Piemonte) megtisztelő címként. Az ősi grófi szállásterületről, mely alapvetően Savoya tartomány területét, azaz a  Savoyai család örökös birtokait foglalta magában, a herceg áthelyezte székhelyét a piemonti Torinóba.
Kulturált és kifinomult emberként Amadé herceg nagy jelentőséget tulajdonított a művészetnek. Többek között a híres Giacomo Jaqueerióval dolgozott az irodalomban és az építészetben, ösztönözve a művészetek művelését az észak-itáliai Piemontban.
Legidősebb, gyermekkort túlélő fia, Amedeo trónörökös herceg (1412–1431) azonban idő előtt meghalt 1431-ben, így a második, túlélő fiú, Lajos herceg örökölte a hercegi trónt 1440-ben. Lajost 1465-ben a gyenge kezű IX. Amadé követte, aki rendkívül vallásos ember volt (két évszázaddal halála után, 1677-ben boldoggá avatták), de uralkodóként igen gyengének bizonyult, olyannyira, hogy fontos államügyekben átengedte a döntést feleségének, Valois Jolanda (Violante) francia királyi hercegnőnek, XI. Lajos francia király  nővérének. Ebben az időszakban a Francia Királyság lényegében szabadon irányíthatta Savoyát, amelynek politikája így erősen a párizsi korona érdekeihez kötődött.
A hercegség gazdasága ezekben az években szenvedett, nemcsak a háború miatt, hanem Jolanda (Violante) gyenge irányítása és IX. Amadé folyamatos adományai miatt is. A nemzet jövőjét 1472-ben Amadé fiának, I. Filibertnek kezére bízták, aki tizenhét éves korában, tíz év uralkodása után halt meg (1482). Utódja I. Károly, aki 21 évesen halt meg 1490-ben, és II. Károly, aki hatévesen halt meg 1496-ban. A burgundi háborúkban elszenvedett vereségei következtében Savoya a Genfi-tótól északra és délkeletre minden birtokát elveszítette.

### 16. század
Amikor II. Philibert 1504-ben meghalt, utódja III. Jó Károly lett, aki meglehetősen gyenge uralkodó volt. 1515 óta Savoyát idegen seregek szállták meg, I. Ferenc francia király pedig csak arra várt, hogy véglegesen megszállja Savoyát és birtokait. 1536-ban végül I. Ferenc elfoglalta a hercegséget. III. Károly herceg túl későn vette észre államának katonai gyengeségét, és megpróbálta megvédeni Torino városát. A város azonban ugyanazon év április 3-án elveszett. III. Károly visszavonult Vercellibe, és megpróbálta folytatni a harcot, de nem érte meg Savoya felszabadulását.
Emánuel Filibert volt az a herceg, aki az előző uralkodóknál tehetségesebbnek bizonyult. Neki sikerült véget vetnie a több mint húsz éve tartó megszállásnak, és bebiztosítani Savoya jövőbeli önálló politikáját. Az 1559-ben aláírt cateau-cambrésis-i békével és Margittal kötött házasságával visszaállította a hercegség teljes autonómiáját.
Emánuel Filibert rájött, hogy Savoya többé nem bízhat Franciaországban. Ezért a fővárost Torinóba helyezte át, amelyet a Citadella (Cittadella) néven ismert összetett erődrendszerrel védett. (A torinói Citadella maradványai ma is láthatók, bár nagyobb része a város későbbi terjeszkedése során elpusztult.) Flandriában szerzett katonai tapasztalatai alapján Emánuel Filibert megtanulta a hadsereg vezetését, miután megnyerte a híres saint-quentini csatát. Ő volt az első Savoyai herceg, aki állandó katonai apparátust hozott létre, amely nem fogadott zsoldosokból, hanem speciálisan képzett savoyai katonákból állt.
Fia, I. Károly Emánuel 1601-ben a lyoni békeszerződés értelmében kiterjesztette a hercegséget Monferrato uradalmának és a korábban Franciaországnak átengedett Saluzzo területének rovására. Károly Emánuel háborúi többnyire vereséggel végződtek. Ennek ellenére „Nagy Károly”-ként emlékeznek rá, hiszen sokoldalú és kulturált ember, költő és ügyes reformátor volt. Képes volt irányítani a hercegséget az európai hatalmakkal szembeni súlyos válság idején. Károly Emánuel politikája valójában inkább a nemzetközi hadviselés akcióira épült, mint például Saluzzo márki birtokaira, valamint a mantovai és monferratói hercegségek örökösödési háborújára. Savoya általában Spanyolország oldalára állt, de időnként Franciaországgal szövetkezett (ahogy például a susai szerződés megkövetelte).

### 17. század
A tizenhetedik században a versailles-i udvar politikai nyomást gyakorolt Savoyára. A Milánói Hercegség közelsége miatt Franciaországban csapatok állomásoztak, és Pinerolo (francia nevén Pignerol, Savoya egyik legfontosabb fellegvára) semlegesítéséről is gondoskodtak. Az udvar, amely I. Károly Emánuellel spanyol befolyás alatt állt, három utódja alatt Franciaország felé orientálódott. Vittorio Amedeo I (hivatalában 1630–1637) 1619-ben feleségül vette Madame Royale-t, a Bourbon-Franciaországi Maria Christinát. Cristina birtokolta a valódi hatalmat Savoyában Ferenc Jácint gyermekherceg (uralkodott 1637–1638) és II. Károly Emánuel kisebbségi idejében (1638–1648).
A harmincéves háború alatt Savoya a Szent Római Birodalom azon államai közé tartozott, amelyek nagyrészt Franciaország mellett, a császár és Spanyolország ellen is kiálltak. A savoyai csapatok a franciák oldalán részt vettek többek között a szavojai-genovai háborúban, a mantovai örökösödési háborúban, a tornaventói hadjáratban és részben a piemonti polgárháborúban.
I. Károly Emánuel halála (1630. július 26.) után az erős francia befolyás és a különféle szerencsétlenségek ismételten sújtották Savoyát. Az 1630-as pestisjárvány is elsősorban a szegénységben élő lakosságot pusztította.
A monferratói örökösödési háborúk (1628–1631) nagyon véresek voltak a vidéken, és hosszan tartó ostrom alá vonták Casale Monferratót (1629). A fegyverek és a politika fejlődése hatással volt a gazdaságra és a jövő történelmére, súlyosbítva az amúgy is nehéz helyzetet I. Viktor Amadeus 1637-es halála után. Utódja rövid időre legidősebb életben maradt fia, az 5 éves Francis Hyacinth lett. A következő legidősebb fia, II. Carlo Emanuele régensi posztját szintén édesanyja, a francia Christine Marie kapta, akinek követői madamistiként (Madama Reale támogatóiként) váltak ismertté. Emiatt Savoya a régens testvérének, XIII. Lajos francia királynak a megszállt állama lett. Maurice bíboros Savoyai herceg és Tamás Ferenc carignanói herceg hívei (mindketten I. Károly Emánuel fiai) híveikkel együtt a principisti (a hercegek hívei) nevet vették fel.
Hamarosan mindegyik harcoló csoport megostromolta Torino városát. A principisti hamar nyereségre tett szert, így Torinót 1639. július 27-én kifosztották. Csak 1642-ben jutott megegyezésre a két frakció; mostanra I. Viktor Amadeus özvegye Viktor fiát, II. Károly Emánuelt ültette a trónra, és régensként uralkodott helyette, még a gyermek nagykorúságán túl is.
A régensség idején a vallásháborúk újjáéledtek. Ezt követően, 1655-ben a savoyai csapatok nagyszámú protestáns lakosságot mészároltak le a valdensiai völgyekben, ez az esemény a piemonti húsvét (Pasque Piedmont). A nemzetközi nyomás végül megállította a mészárlásokat. A valdensekkel 1664-ben kötöttek végső megállapodást.
Károly Emánuel kormányának intézkedései voltak az első lépés azon jelentős reformok felé, amelyeket utódja, II. Viktor Amadeus hajt végre a következő évszázadban. Különösen fontos volt a milíciák megalapítása Savoyában és az első állami iskolarendszer létrehozása 1661-ben. A művelt, de egyben nagy államférfi is, Károly Emánuel XIV. Lajost utánozta. Ezt szerette volna korlátozni az udvarba a Venaria Reale pazar palotájában, amely a barokk építészetremeke, és a versailles-i palota pompájának Olaszországban újraalkotott másolata. Ez a nagy városi terjeszkedés időszaka volt, II. Károly Emánuel pedig előmozdította Torino növekedését és barokk stílusú újjáépítését. 1675-ben bekövetkezett halála után özvegye, az új Madama Reale, a Savoy-Nemours-i Maria Giovanna Battista régenssége (1675-1684) következett.

### Hercegségből királyságba
II. Károly Emánuelt 11 éves fia, Savoyai Viktor Amadeus követte; édesanyja, a francia születésű Savoy-Nemours-i Marie Jeanne Baptiste régens volt. Marie Jeanne összeházasította fiát II. Péter portugál király leányával. Ez oda vezetett, hogy Savoya egy idegen hatalom birtokába került.
Miután II. Viktor Amadeus átvette a hatalmat, Savoyia ellenséges lett a kilencéves háborúban megszálló Franciaországgal szemben. Savoy legyőzte a franciákat Cuneo ostromában (1691), de drámai vereséget szenvedett a staffardai és marsagliai csatákban. Savoya francia terület lett, II. Viktor Amadeus pedig feleségül vette Anne Marie d'Orléanst, XIV. Lajos francia király unokahúgát.

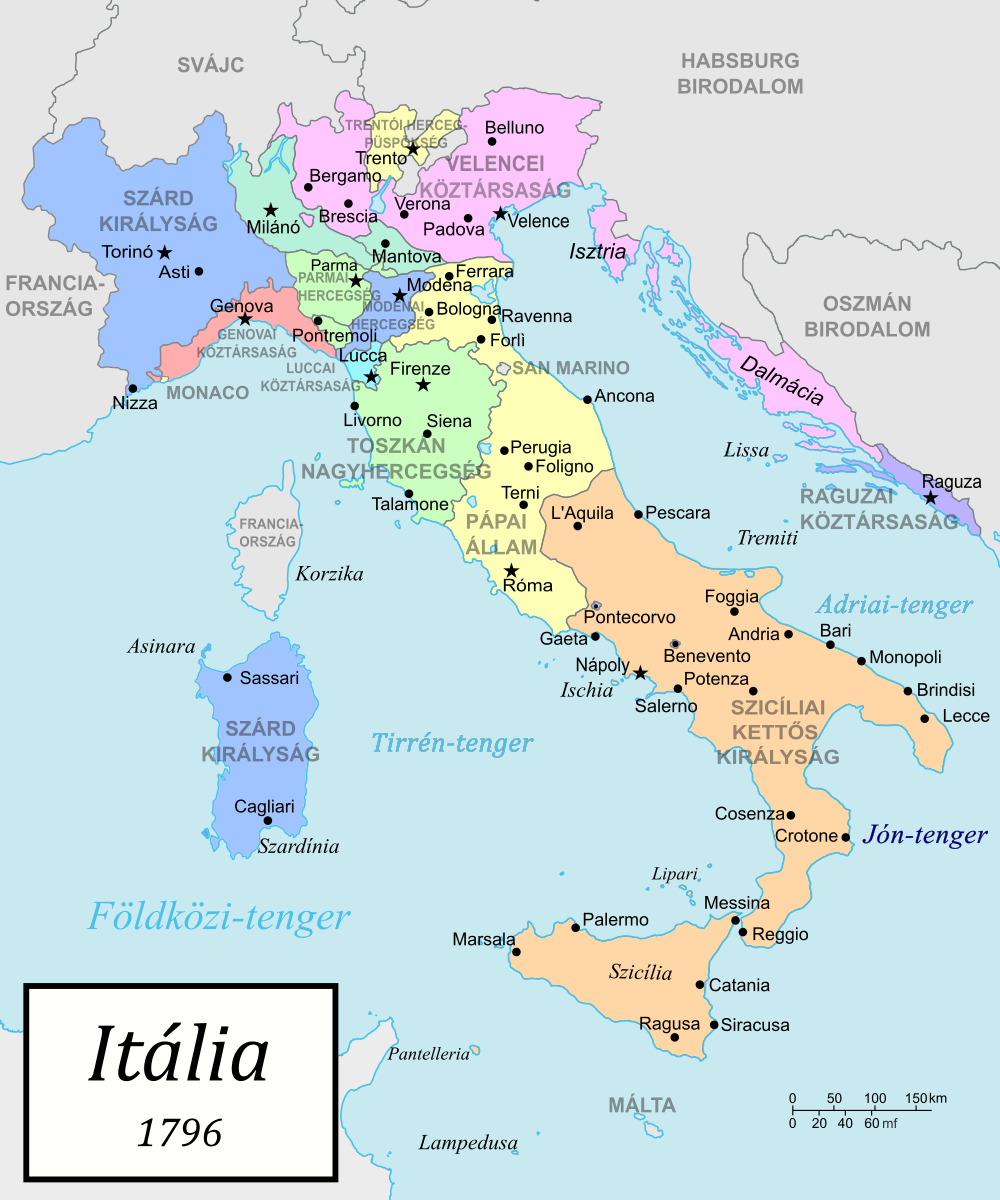
Itália 1796-ban

Savoya francia szövetséges maradt a spanyol örökösödési háború első szakaszában, de később oldalt váltott. Franciaország ismét betört, és Savoyát a herceg unokatestvére, Savoyai Jenő herceg által vezetett osztrák csapatok mentették meg.
A háború végén 1713-ban II. Viktor Amadeus megkapta a Szicíliai Királyságot. A londoni szerződés (1718) értelmében II. Viktor Amadeus 1720-ban felcserélte Szicíliát Szardíniára. Szardínia ezután Szardíniai Királyság lett. A II. Viktor Amadeus által perszonálunióban birtokolt különféle uradalmak közé tartozott Szardínia, Savoya, Piemont, Aosta-völgy, Nizza és Oneglia. A gyűjteményt általában "Szardíniának", azaz a királyságnak nevezték.
A francia forradalom után Savoyát 1792-ben elfoglalták a francia forradalmi erők, és Franciaországhoz csatolták. Savoyát először Mont-Blanc megyéhez adták; Ezután, 1798-ban, felosztották a megyéket, a Mont-Blanc és Léman (francia neve Genfi-tó). Savoyát, Piemontot és Nizzát az 1814–1815-ös bécsi kongresszuson visszaállították a Savoyai Házba.
A Torinói Szerződés (1860) értelmében a Savoyai Hercegséget Franciaország irányítása alá vonta. Savoyának utolsó hercege II. Viktor Emánuel olasz király lett.

## Hadserege
A hercegség jelentős regionális katonai hatalom volt, gyakran keveredett a franciák és a Habsburgok közötti háborúkba. A 17. században a békeidőbeni hadereje 4800 hivatásos katona (3600 gyalogos és 1200 lovas) körül mozgott, nagy paraszti milíciával. A háború idején a milicistákat képeztek ki, zsoldosokat fogadtak fel, így a hadsereg létszáma gyorsan megnőtt. 1625-ben a hercegségnek 26 600 fős hadserege volt (25 381 gyalogos és 1213 lovas), ráadásul körülbelül 8000 milícia állt még rendelkezésre. A sorkatonák 5-7 piemonti ezredbe tömörültek, a többit zsoldosok alkották, köztük 9 ezred francia és 2 ezred olasz.
A milícia viszonylag jól felfegyverzett haderőt jelentett, és 1566-ban 24 000 emberből állt, akiknek körülbelül egyharmada a közvetlen körzetükön kívül volt használható.

## Savoyai hercegek listája
- VIII. Amadeus: 1391–1440, herceg 1416-tól
- Lajos: 1440–1465
- IX. Amadé: 1465–1472
- I. Filibert: 1472–1482
- I. Károly: 1482–1490, Ciprus, Jeruzsálem és Örményország első címzetes királya, a Savoyai-ház
- Károly (II) Amadeus János: 1490–1496
- II. Fülöp: 1496–1497
- II. Filibert: 1497–1504
- III. Károly: 1504–1553
- Emánuel Filibert: 1553–1580
- I. Károly Emánuel: 1580–1630
- I. Viktor Amadé: 1630–37
- Ferenc Jácint: 1637–1638
- II. Károly Emánuel: 1638–1675
- II. Viktor Amadé: 1675–1730, Szicília királya 1713–1720, majd Szardínia királya
- III. Károly Emánuel: 1730–1773
- III. Viktor Amadé: 1773–1796
- IV. Károly Emánuel: 1796–1802
- I. Viktor Emánuel: 1802–1821
- Szardíniai Károly Félix: 1821–1831
- Szardíniai Károly Albert: 1831–1849
- II. Viktor Emánuel: 1849–1861 (utolsó)

## Lobogója
Savoya zászlaja fehér kereszt piros mezőben. Egy keresztes zászlón alapul, és mint ilyen, eredetileg megegyezik Máltai lovagrend zászlajával (ahonnan Málta és a Szuverén Máltai Katonai Lovag modern zászlaja) és mások (Dánia és Svájc zászlóival, fordított színek, mint például Anglia és Genova színei). Valószínűleg III. Amadeus, Savoyai gróf használta először, aki 1147-ben részt vett a második keresztes hadjáraton. A 18. században a „FERT” betűket néha a kantonokba írták, hogy megkülönböztessék a zászlót a máltaitól.

## Fordítás
Ez a szócikk részben vagy egészben  a   Duchy of Savoy című angol Wikipédia-szócikk ezen változatának fordításán alapul.  Az eredeti cikk szerkesztőit annak laptörténete sorolja fel. Ez a jelzés csupán a megfogalmazás eredetét és a szerzői jogokat jelzi, nem szolgál a cikkben szereplő információk forrásmegjelöléseként.